# 이승환 콘서트 목록
다음은 이승환이 2012년까지 주최한 공연 목록이다. 누락된 공연이 있을 수 있으며. 일시가 확실하지 않은 경우 XX.XX으로 표기하였다. 단, 무료공연과 방송국 주최 공연 등은 기재되어 있지 않다. (예 : 1995/6년 KBS 빅쇼 등)

## 1999년 이후 공연 목록
1990년 이전 공연들의 경우 비공식으로, 기록 확인이 불가능하다.

### 첫 공연들
|  | - 1990.05.12 - 1990.06.29-07.01 | 첫 공연 서울 (청파 소극장) |

### 1990 한 여름밤의 꿈
|  | - 1990.07.25-08.30 | 서울 (신나라 라이브 홀) |

### 1990 남자 하나 여자 하나
|  | - 1990.09.17-09.26 | 서울 (현대백화점 이벤트 홀) \| 이승환 박선주 조인트 콘서트. |

### 1990 COUNTDOWN 공연
|  | - 1990.12.07-12.10 | 서울 (명지대 온누리 예술관) |

### 1991 DYNATONE 공연
|  | - 1990.12.22 - 1991.03.14-03.17 - 1991.07.13-07.14 - 1991.07.20-07.21 - 1991.07.24-07.28 | 서울 (잠실 실내 체육관) 서울 (신나라 라이브 홀) 부산 (부산 적십자 회관) 대구 (대구 프린스 호텔) 서울 (현대 문화센터) |

### 1991 GOODBYE BC603
|  | - 1991.10.19-10.23 - 1991.12.15 - 1991.12.21 - 1991.12.23 - 1991.12.30 | 서울 (비바 아트홀) 대구 (대구 금호호텔 라이브홀). 전주 (전주 실내 체육관) 서울 (잠실 실내 체육관) 부산 (부산 KBS홀) |

### 1992-1993 2.5 LIVE
|  | - 1992.06.27-06.28 - 1992.07.03 - 1992.07.05 - 1992.07.09-07.11 - 1992.07.26 - 1992.12.27 - 1992.12.28 - 1992.12.29 - 1993.01.15 - 1993.01.30 - 1993.02.06 - 1993.02.28 | 서울 (비바 아트홀) 창원 (창원 KBS홀) 진주 (진주 예술회관) 부산 (부산 적십자 회관) 대구 (대구 프린스 호텔) 부산 (부산 KBS홀) 서울 (잠실 올림픽공원 체조경기장) \| [THE SHOW] 대구 (대구 실내 체육관) 인천 (인천 실내 체육관) 진주 (경남 문화예술회관) 창원 (창원 KBS홀) 서울 (잠실 올림픽공원 체조경기장) |

### 1993-1994 MY STORY
|  | - 1993.10.22-10.28 - 1993.11.19-11.21 - 1993.12.25 - 1994.01.09 - 1994.01.14-01.16 - 1994.01.30 - 1994.02.06 - 1994.03.01 - 1994.06.10-06.12 - 1994.09.11 - 1994.09.16-09.21 - 1994.09.24-09.26 | 서울 (신나라 라이브홀) 서울 (연강홀) 대구 (그랜드 호텔) 인천 (시민회관) 부산 (자유총연맹회관) 진주 (남도 문예회관) 대전 (시민회관) 태백 (KBS 홀) 서울 (상계동 미도파 백화점) \| 앵콜공연 울산 (KBS 홀) 서울 (연강홀) \| [MAGICAL DREAM - 더 클래식과 함께] 부산 (자유총연맹회관) |

### 1995 MY NAME IS HUMAN
|  | - 1995.09.13-09.17 - 1995.10.11 - 1995.10.29 - 1995.11.12 - 1995.11.26 - 1995.12.01 - 1995.12.24 - 1995.XX.XX | 서울 (대학로 라이브극장) 서울 (연강홀) 대구 (경북대 대강당) 청주 (예술의 전당) 평택 (송탄 문화회관) 성남 (실내 체육관) 서울 (롯데호텔 크리스털 볼륨) \| [CHRISTMAS CONCERT] 대전 (엑스포아트홀) |

### 1997 DREAM FACTORY TOUR
|  | - 1997.02.14-02.16 - 1997.02.22-02.23 - 1997.03.07-03.09 - 1997.03.22-03.23 - 1997.03.29 - 1997.04.04 - 1997.04.06 - 1997.04.12-04.13 - 1997.04.19-04.20 - 1997.05.04 - 1997.04.27 | 서울 (교육문화회관) 부산 (KBS 홀) 인천 (서구 문화회관) 광주 (전남대 대강당) 춘천 (백령 문화회관) 청주 (서원대 노천극장) 전주 (전북대 삼성문화회관) 대구 (우방 타워랜드) 울산 (KBS 홀) 서울 (잠실 올림픽공원 체조경기장) 대전 (우송 예술회관) |

### 1997 SILENCE 공연
|  | - 1997.11.14-11.23 | 서울 (정동 문화회관) |

### 1997 CHRISTMAS CONCERT
|  | - 1997.12.23-12.25 - 1997.12.27 | 서울 (양재동 교육문화회관) 대전 (우송 문화예술회관) |

### 1999 무적 (NO ENEMY)
|  | - 1999.04.02-04.04 - 1999.04.10-04.11 - 1999.04.17-04.18 - 1999.04.24-04.25 - 1999.05.01-05.02 - 1999.05.05 - 1999.05.15-05.16 - 1999.05.22-05.23 - 1999.06.05 - 1999.06.19 - 1999.07.10 - 1999.07.16-07.17 - 1999.07.24 | 서울 (양재동 교육문화회관) 부산 (KBS 홀) 전주 (삼성 문화예술회관) 대구 (경북대 대강당) 용인 (에버랜드 빅토리아 극장) 춘천 (백령 문화회관) 창원 (KBS 홀) 대전 (엑스포 아트홀) 울산 (KBS 홀) 서울 (잠실 올림픽공원 체조경기장) 제주 (한라체육관) 광주 (전남대 대강당) 청주 (실내체육관) |

### 1999 메카 클럽공연
|  | - 1999.07.29-08.01 | 서울 (을지로 메카 클럽) |

### 1999 세기말 날리 부르스
|  | - 1999.11.14-11.15 - 1999.11.27 - 1999.12.05 - 1999.12.11 - 1999.12.18 - 1999.12.23 - 1999.12.26 - 1999.12.30 | 서울 (명동 힐튼호텔) 광주 (광주대) 인천 (전문대 체육관) 대구 (경북대 강당) 대전 (배재대 21C관) 부산 (KBS 홀) 경주 (경주 실내체육관) 서울 (잠실 올림픽공원 체조경기장) \| 앵콜공연 |

## 2000~2005 공연목록

### 2000 LONG LIVE DREAMFACTORY Tour
|  | - 2000.05.04-05.07 - 2000.05.24 - 2000.05.27 - 2000.06.02 - 2000.06.04 - 2000.06.10 - 2000.06.16-06.17 - 2000.06.23 - 2000.07.01 | 서울 (정동 문화예술회관) 부산 (KBS 홀) 수원 (아주대 체육관) 전주 (전주 학생회관) 광주 (전남대 강당) 춘천 (강원대 백령문화예술회관) 대구 (경북대 대강당) 경기도 양수리 (박상민 라이브 카페) \| 깜짝공연 서울 (잠실 올림픽공원 체조경기장) \| 앵콜공연 [LLDF 사상최樂의 콘서트] |

### 2001 첫 번째 차카게 살자
|  | - 2001.01.04-01.07 | 서울 (폴리미디어 시어터) |

### 2001-2002 SSEN CONCERT
|  | - 2001.12.23-12.25 - 2001.12.29-12.31 - 2002.01.12-01.13 - 2002.01.19-01.20 - 2002.01.27 - 2002.02.02-02.03 - 2002.02.23 - 2002.03.09-03.10 - 2002.03.23-03.24 - 2003.03.30-03.31 - 2002.04.13-04.14 - 2002.04.28 | 서울 (건국대 새천년관 대공연장) 서울 (건국대 새천년관 대공연장) 수원 (아주대 체육관) 부산 (KBS 홀) 청주 (실내 체육관) 대구 (경북대 대강당) 대전 (무역전시관) 울산 (KBS 홀) 안산 (안산1대학 강석봉기념관) 전주 (삼성문화회관) 서울 (잠실 올림픽공원 펜싱경기장) \| 앵콜공연 제주 (한라체육관) |

### 2002 두 번째 차카게 살자/딴 콘서트
|  | - 2002.5.25 | 서울 (88체육관) |

### 2002-2003 PLAY
|  | - 2002.11.02-11.03 - 2002.11.16 - 2002.11.23 - 2002.12.07 - 2002.12.21 - 2002.12.24 - 2002.12.31 - 2003.01.04 | 서울 (올림픽공원 역도경기장) 안양 (대림대 대강당) 안양 (대림대 대강당) 대전 (엑스포 무역전시관) 서울 (잠실 올림픽공원 펜싱경기장) 부산 (벡스코 BEXCO) 대구 (실내체육관) 인천 (실내체육관) |

### 2003 세 번째 차카게 살자
|  | - 2003.01.18 | 서울 (세종대 대양홀) |

### 2003 HIS CONCERT
|  | - 2003.03.20-03.23 - 2003.03.26-03.30 - 2003.04.05 - 2003.04.11 - 2003.04.18 - 2003.04.20 - 2003.04.26 - 2003.05.03 - 2003.05.17 | 서울 (대학로 폴리미디어 시어터) 수원 (아주대 체육관) 전주 (전북대 삼성문화회관) 춘천 (강원대 백령문화회관) 의정부 (신흥대학 체육관) 부산 (벡스코 BEXCO) 청주 (서원대 야외음악당) 서울 (용산전쟁기념관 평화의 광장) \| 앵콜공연 [끝장] |

### 2003 네 번째 차카게 살자 / 무붕 콘서트 | With신해철
|  | - 2003.06.14 | 서울 (장충 체육관) |

### 2003-2004 맞장 | with박정현
|  | - 2003.12.24 - 2003.12.27 - 2003.12.31 - 2004.01.04 | 대구 (전시컨벤션센터) 부산 (벡스코 BEXCO) 서울 (잠실 올림픽공원 펜싱경기장) 대전 (무역 전시관) |

### 2004 다섯 번째 차카게 살자 / 무붕 콘서트 | With전인권
|  | - 2004.03.27 | 서울 (장충체육관) |

### 2004 염장
|  | - 2004.02.14 | 서울 (코엑스 COEX 대서양홀) |

### 2004 사색동화 | With윤상,윤종신,김현철
|  | - 2004.10.23 - 2004.10.30 | 서울 (올림픽공원 88잔디마당) 부산 (벡스코 BEXCO) |

### 2004-2005 이승환의 난 '亂李'
|  | - 2004.11.20-11.21 - 2004.12.04 - 2004.12.11 - 2004.12.24 - 2004.12.31 - 2005.01.08 - 2005.01.16 | 서울 (올림픽공원 올림픽홀) 대전 (무역전시관) 수원 (아주대 체육관) 부산 (벡스코 BEXCO) 서울 (잠실 올림픽공원 체조경기장) \| 앵콜공연 [초대형 난리 in 서울] 울산 (KBS 홀) 대구 (엑스코 EXCO) |

### 2005 여섯 번째 차카게 살자
|  | - 2005.02.18 | 서울 (쉐라톤 워커힐 비스타홀) |

### 2005 이승환의 난 '亂李' 2차 투어
|  | - 2005.03.05 - 2005.03.19 - 2005.03.26 - 2005.04.02 - 2005.04.09-04.10 - 2005.04.23 - 2005.04.30 | 전주 (전북대 삼성문화회관) 광주 (광주 문화예술회관) 창원 (창원 KBS홀) 대구 (경북대 대강당) 의정부 (의정부 예술의 전당) 원주 (원주 치악체육관) 제주 (제주 국제컨벤션센터 탐라홀) |

### 2005 화이트데이 게릴라 콘서트
|  | - 2005.03.14 | 서울 (홍대앞 클럽사운드홀릭) |

### 2005 제2회 이승환이 꿈꾸는 음악회
|  | - 2005.05.20-05.22 - 2005.05.27-05.29 | 서울 (삼성동 백암아트홀) 서울 (삼성동 백암아트홀) |

### 2005 돌발 콘서트 - WET!!!
|  | - 2005.05.31 | 서울 (홍대앞 클럽사운드홀릭) |

### 2005 제2회 이승환이 꿈꾸는 음악회 - 앵콜
|  | - 2005.08.19-08.21 - 2005.08.26 - 2005.08.28 | 서울 (성균관대 600주년 기념관) 대구 (동구 문화회관) 부산 (동아대 석당홀) |

### 2005 시월에 눈 내리는 마을 | With성시경,박정현,이루마,전제덕
|  | - 2005.10.29-10.30 | 서울 (연세대 노천극장) |

### 2005 돌발 콘서트
|  | - 2005.11.24 | 서울 (홍대 사운드홀릭) |

### 2005 GREATEST HITS
|  | - 2005.11.29 - 2005.12.10 - 2005.12.17 - 2005.12.24 - 2005.12.31 | 태안 (태안문예회관 대공연장) 울산 (동천체육관) 대구 (엑스코 EXCO) 부산 (벡스코 BEXCO) 서울 (잠실 올림픽공원 체조경기장) |

## 2006~ 공연목록

### 2006 제3회 이승환이 꿈꾸는 음악회
|  | - 2006.03.03-03.05 | 서울 (성균관대 600주년 기념관) |

### 2006 일곱 번째 차카게 살자
|  | - 2006.04.22 | 서울 (홍대 캐치라이트) |

### 2006 제3회 이승환이 꿈꾸는 음악회 - 앵콜
|  | - 2006.09.02-09.03 - 2006.09.09 - 2006.09.16 - 2006.09.23 - 2006.09.30 | 서울 (MELON AX) 창원 (KBS 홀) 전주 (전북대 삼성문화회관) 일산 (고양 어울림누리 어울림극장) 대전 (충남대 정심화홀) |

### 2006 서울뮤직페스티벌
|  | - 2006.10.15 | 서울 (서울 월드컵경기장 서측 매봉산 舊석유비축기지) |

### 2006 돌발 콘서트
|  | - 2006.10.26 | 서울 (홍대 사운드홀릭) |

### 2006 한일 평화 콘서트 | WithToshi(x-japan),Nell
|  | - 2006.11.04 | 서울 (잠실 올림픽공원 체조경기장) |

### 2006 9집 발매 쇼케이스
|  | - 2006.11.15 | 서울 ( MELON AX ) |

- 유료공연이 아니나 공연의 형식이 여타 공연과 동일하였으므로 기재

### 2006 두 번째 돌발 콘서트
|  | - 2006.11.30 | 서울 (홍대 사운드홀릭) |

### 2006 무적無敵 0607
|  | - 2006.12.09 - 2006.12.16 - 2006.12.24 - 2006.12.29-12.31 | 대구 (엑스코 EXCO) 부산 (금정 실내체육관) 광주 (김대중 컨벤션 센터) 서울 (잠실 올림픽공원 펜싱경기장) |

### 2007 돌발 콘서트
|  | - 2007.01.12 | 서울 (대학로 질러홀) |

### 2007 여덟 번째 차카게 살자 快變
|  | - 2007.02.24 | 서울 (쉐라톤 워커힐 비스타홀) |

### 2007 무적無敵 in America
|  | - 2007.04.07 | 미국 로스앤젤레스 (PASADENA CIVIC AUDITORIUM) |

### 2007 Hwantastic
|  | - 2007.05.12 | 서울 (서울올림픽 종합운동장 주경기장) |

### 2007 돌발 콘서트 - 복수혈전
|  | - 2007.06.03 | 서울 (MELON AX) |

### 2007 무적無敵 07
|  | - 2007.07.14 - 2007.07.17 - 2007.08.15 - 2007.08.18 - 2007.08.26 - 2007.09.01 - 2007.09.08 - 2007.09.15 - 2007.09.21 | 전주 (전북대 삼성문화회관) 성남 (성남아트센터 오페라하우스) 울산 (울산KBS홀) 대구 (대구시민회관) 춘천 (강원대 백령문화회관) 창원 (창원KBS홀) 부산 (부산KBS홀) 천안 (남서울대학 성암문화체육관) 대전 (충남대 정심화홀) |

### 2007 슈퍼히어로
|  | - 2007.12.22 - 2007.12.24 | 서울 (잠실 올림픽공원 펜싱경기장) |

### 2007 돌발 콘서트 - 드림팩토리 송년회 'Rock And Roll All Night'
|  | - 2007.12.31 | 서울 (홍대 고스트 시어터) |

[2008 아홉 번째 차카게 살자 - '포스작렬']
|  | - 2008.02.23 | 서울 (쉐라톤 워커힐 비스타홀) |

### 2008 슈퍼히어로 전국투어
|  | - 2008.02.14 - 2008.03.15 - 2008.04.05 - 2008.04.26-04.27 - 2008.05.24 - 2008.06.27-06.28 - 2008.07.05-07.06 - 2008.07.26 - 2008.08.30 - 2008.09.06 - 2008.09.28 | 인천 (인천 삼산월드체육관 주경기장) 부산 (벡스코 BEXCO) 일산 (고양 아람누리 아람극장) 마산 (마산MBC홀) \| 소극장공연 서울 (잠실 올림픽공원 체조경기장) \| 앵콜공연 [라스트 슈퍼 히어로] 대전 (우송예술회관) \| 소극장공연 대구 (수성아트피아) \| 소극장공연 진주 (경남문화예술회관) \| 소극장공연 [Summer Vacation] 안산 (안산문화예술의전당) \| 소극장공연 수원 (경기도문화의전당 대강당) \| 소극장공연 창원 (KBS 창원홀) \|소극장공연 [가을의 傳說(전설)] |

### 2008 돌발콘서트 - WET2008
|  | - 2008.07.24 - 2008.09.24 | 서울 (KT&G 상상마당 Live hall) |

### 2008 Original
|  | - 2008.12.13 - 2008.12.24-12.26 | 부산 (KBS 부산홀) 서울 (잠실 올림픽공원 펜싱경기장) |

### 2008 돌발콘서트 - 2008 드림팩토리 송년회
|  | - 2008.12.31 | 서울 (홍대 V-Hall) |

### 2009 열번째 차카게살자 - 죽기 아니면 까무러치기
|  | - 2009.02.21 | 서울 (쉐라톤 워커힐 비스타홀) |

[2009 용산참사 유가족돕기 콘서트 - Live Aid "희망" |
with 이상은, 흐른, 윈디시티, 오!부라더스]
|  | - 2009.04.23 | 서울 (추계예술대학교 추계콘서트홀) |

### 2009 Original 전국투어
|  | - 2009.03.07 - 2009.03.14 - 2009.04.03 - 2009.04.25 - 2009.05.16-05.17 - 2009.05.23 - 2009.06.07 - 2009.06.13 - 2009.06.20-06.21 | 제주 (제주국제컨벤션센터) \| [제주 빅콘서트] 군포 (군포시 문화예술회관 대공연장) \| [화이트데이 특별선물] 광주 (광주문화예술회관 대극장) 고양 (고양 어울림누리 어울림극장) 서울 (올림픽공원 수변무대)\| 앵콜공연 [살랑살랑 봄날의 호숫가 피크닉] 성남 (성남아트센터 오페라하우스) 대구 (대구 EXCO 컨벤션홀) 의정부 (의정부 예술의전당 대극장) 여수 (여수시민회관) |

### 2009 WET “goodbye, K-Ro”
|  | - 2009.07.03 | 서울(홍대앞 V-hall) |

### 이승환 콘서트-THE ARTISTE VOL 1
|  | - 2009.08.29 | 서울(올림픽공원 내 88호수 수변무대) |

### 이승환 20주년 기념 콘서트 ‘空’
|  | - 2009.12.05 | 부산 벡스코 |

|  | - 2009.12.20 | 대전무역전시관 |

|  | - 2009.12.24-26 | 올림픽공원 내 펜싱경기장(제 2체육관) \| 크리스마스 기념 |

|  | - 2010.03.05~7 | 충무아트홀 대공연장 \| 서울앵콜콘서트 |

|  | - 2010.03.13 | 경기도 이천아트홀 대공연장 |

### 2010 이승환 'dreamizer' 전국투어 콘서트
|  | - 2010.06.26 | 영남대 천마아트센터 |

|  | - 2010.07.17 | 김해문화의 전당 마루홀 |

|  | - 2010.09.11 | 과천시민회관대극장 |

|  | - 2010.10.24 | 전북대학교 삼성문화회관 |

### 이승환이 꿈꾸는 음악회 그 다섯번째 이야기
|  | - 2010.08.12~15일, 19~22일 | 이화여자대학교 삼성홀 |

### 미스타리의 미스터리 투어
|  | - 2010.12.11 | 부산 KBS홀 |

|  | - 2010.12.25~26 | 이화여대 대강당 |

### 드림팩토리송년회_지지리도 궁상맞게 와인바에서 와인도 없이...얼씨구나 외로워 외로워 발표회
|  | - 2010.12.13 | 서래마을 와인바 피노 |

### 이승환[차카게 살자 season2: 예쁜~짓 무한RT
|  | - 2011.02.26 | 서울 AX-korea |

### 서래마을 봄바람 회동_이승환 the Regrets (환, 권, 웅, 훈, 욱, 디)
|  | - 2011.04.25 | 서래마을 와인바 피노 |

[이승환 the Regrets - 소극장 콘서트 [팔팔한 미스타리의 은밀한 외출
|  | - 2011.06.12 | 대구동구문화회관 |

|  | - 2011.06.18 | 부산MBC 롯데아트홀 |

|  | - 2011.06.23~26 | 서울 동덕여대 공연예술센터 |

|  | - 2011.06.30~07.03 | 서울 동덕여대 공연예술센터 |

|  | - 2011.07.09 | 전주 한국소리문화의 전당 연지홀 |

|  | - 2011.07.17 | 원주 치악예술관 |

|  | - 2011.09.03 | 광주 5.18기념문화센터-민주홀 |

### 2011-12 公演之神 [공연지신] 이승환
|  | - 2011.12.23~12.25 | 올림픽공원 내 올림픽홀 |

|  | - 2012.04.07 | 부산 KBS 홀 |

|  | - 2012. 04.29 | 대구 학생문화센터 대공연장 |

|  | - 2012.07.21 | 대전 우송문화예술회관 |

### 돌발콘서트 - 2011 드림팩토리 ‘롸캔롤’송년회
|  | - 2011.12.31 | 서울 홍대 V-HALL |

### SAMSUNGCARD SELECT02 이승환 콘서트
|  | - 2012. 02.29~03.01 | 서울올림픽 핸드볼 경기장 |

### 이승환 2012 돌발콘서트? 드림팩토리 단합대회
|  | - 2012.04.22 | 서울 홍대 V-hall |

### 이승환 회고전
|  | - 2012.06.22~24 | 서울 숙명 아트센터 씨어터 S |

|  | - 2012. 06.30~07.01 | 서울 숙명 아트센터 씨어터 S |

|  | - 2012.06.28 | 서울 숙명 아트센터 씨어터 S \| 빠데이! |

### 이승환 콘서트 <한 번 더!! 회고전>
|  | - 2012.08.17.18 | 서울 숙명 아트센터 씨어터 S |

|  | - 2012.08.19 | 서울 숙명 아트센터 씨어터 S \| 한 번 더 빠데이! |

### 이승환의 ‘차카게살자 2012’ (부제: 21세기 선행영웅)
|  | - 2012.10.06~07 | 서울 합정 인터파크 아트센터 |